# Parosmi
Parosmi, även känd som troposmi eller kakosmi är en olfaktorisk dysfunktion som kännetecknas av oförmåga av hjärnan att korrekt identifiera ett ämnes "naturliga" lukt.
Vissa personer som lider av parosmi kan känna av lukter, men upplever lukten av vissa saker, eller ibland alla lukter, som någonting annorlunda och ofta obehagligt. Dessa obehagliga lukter beskrivs ofta i termer som avföring, kemikalier, ruttet kött och liknande. Hos vissa personer med parosmi förekommer dessa som ett svar på specifika lukter, medan de för andra kan utlösas av i princip vilken lukt som helst. Tillståndet kan sträcka sig från lindrigt till allvarligt, och kan vara en väldigt negativ och deprimerande upplevelse för den drabbade. Vissa hävdar att parosmi är betydligt värre än den förlust av luktsinnet som föranledde tillståndet.
Man känner idag inte till särskilt mycket om sjukdomens mekanismer. I tidigare studier har man kunnat se att den olfaktoriska bulben (luktbulben) är mindre i storlek hos patienter med parosmi jämfört med dess storlek hos friska personer. I en studie där 22 patienter med parosmi deltog kunde man se en betydande förlust av grå hjärnsubstans på vänster sida i den främre delen av insula. Forskarna kunde även se att volymen av grå hjärnsubstans var mindre på den högra sidan av den främre delen av insula samt i andra delar av hjärnan. Flera av de drabbade områdena har en viktig funktion för luktsinnet. Den slutsats som forskarna drar är därför att en minskad volymen av grå hjärnsubstans i de delar av hjärnan som är kopplade till luktsinnet har ett samband med sjukdomstillståndet parosmi.